# 천하여지도
천하여지도(天下輿地圖)는 1594년 "왕반(王伴)"이란 이름의 중국인이 제작한 지도이며, 조선인이 17세기초 이를 참고 삼아 한반도 부분은 크게 그리고 일본은 작게 그리는 등 수정하여 완성한 5색 컬러 대형판(가로190CmX세로 180Cm)이다.

## 시대적 배경
혼일강리역대국도지도와 같은 세계지도 내지 동아시아 지도 편찬사업은 16세기 이후 활발하게 계속되지 못했다. 주자성리학과 함께 자연스럽게 받아들여지고 있던 중화의 논리가 중화세계에 대한 관심으로 이어졌기 때문이다. 중국대륙에서 중화국가로 여겨지던 명나라가 오랑캐로 간주되던 청나라에게 멸망하면서 조선은 이제 자신이 세상에서 유일하게 남은 중화국가임을 자부했다. 조선중화주의가 그것이다. 조선시대 국가나 지식인의 관심은 중화세계, 즉 동아시아 지역에 모아졌고 그것은 동아시아지도로 표현되었으며, 17·18세기까지 계속해서 제작되었다.

## 특징
조선중화주의의 반영
이미 조선만이 유일한 중화국가로 남았다고 인식하고 있는 상황에서 중원대륙은 현재형보다 과거형으로 더욱 빈번히 표현되었다. 중화국가 명나라가 존재했던 과거형의 중국과 현재형의 조선을 합친 동아시아지도가 많이 제작된 것은 조선중화주의적인 사유방식이 여실히 표현된 것이다.  천하여지도에서 명나라라는 과거형의 중국은 당시로서는 현재형인 한반도의 조선과 결합되었다. 이 지도가 사실살 동아시아지도이면서도 세계지도라는 의미의 제목을 가질 수 있었던 것은 조선중화주의적인 사고방식 때문이었다.
목판본지도
한국의 고지도는 소략한 여지도책을 제외하고는 목판본보다 손으로 베껴 그린 필사본이 주류를 이룬다. 그런 가운데서도 이 지도는 목판본으로 제작되었다. 이 지도가 목판본으로 제작되었다는 것은 많은 사람들이 천하여지도의 독특한 구성양식을 보고, 또 알고 있었다는 의미가 된다.
진전된 기호화
북경은 팔각형, 각 성은 사각형, 부는 원, 주는 긴 원 등의 범례를 사용해 표현하였다. 지도의 왼쪽 윗부분에 범례가 실려있다.